# Kurt Ritter (Fußballspieler)
Kurt Ritter (* 12. Dezember 1948) ist ein ehemaliger deutscher Fußballspieler.
Der aus der Jugend von Hannover 96 stammende Abwehrspieler Ritter durchlief dort zunächst die B-Jugend und wurde 1967 Norddeutscher A-Junioren-Meister. Anschließend stand er in der Amateurmannschaft und stieß in der Saison 1968/69 erstmals zum Kader der in der Bundesliga spielenden Ersten Mannschaft. Dort debütierte er am 22. März 1969, als er am 27. Spieltag im Heimspiel gegen den Hamburger SV in der 73. Spielminute für Rainer Zobel eingewechselt wurde. Lediglich am letzten Spieltag bei der 2:1-Niederlage beim bereits als Meister feststehenden FC Bayern München kam er zu einem weiteren Saisoneinsatz. Dieses Mal spielte er jedoch von Beginn an und erzielte mit dem 1:0-Führungstreffer sein erstes und einziges Bundesligator für die 96er. In der Folgesaison, in der er erstmals auch auf dem offiziellen Mannschaftsfoto vertreten war, fand er bei Trainer Zlatko Čajkovski zunächst keine Berücksichtigung. Im Verlaufe der Saison kam er je dreimal als Einwechselspieler in Hin- und Rückrunde zum Einsatz. In seiner dritten und letzten Bundesligaspielzeit für die Hannoveraner absolvierte er fünf weitere Bundesligaspiele. Mit Tabellenplatz neun belegte seine Mannschaft dabei das beste Ergebnis während seiner Kaderzugehörigkeit. Zur Saison 1971/72 schloss er sich dann der Frankfurter Eintracht an, nachdem der dortige Trainer Erich Ribbeck ihn im Rahmen eines Probetrainings hatte vorspielen lassen. Die Saison verlief mit dem fünften Rang in der Abschlusstabelle zwar vom Gesamtergebnis erfolgreicher als seine bisherigen Spielzeiten. Allerdings konnte er selbst kein weiteres Bundesligaspiel seiner Statistik hinzufügen und verließ den Verein wieder. In der Folgezeit spielte er noch für DJK Gütersloh (1972/73) in der Regionalliga, den Oberligisten Karlsruher FV und SpVgg Preußen Hameln in der Saison 1976/77, für den er 14-mal auflief und ein Tor erzielte. Als letzte Station ist der VfB Peine in der Spielzeit 1977/78 verzeichnet. Auch nach seiner Profikarriere stand er wieder in Reihen der 96er und war dort in der Ü30, der Ü40 und der Ü50 aktiv.